# Louis Vervaeke
Louis Vervaeke (Ronse, 6 de octubre de 1993) es un ciclista profesional belga que desde 2022 corre para el equipo Soudal Quick-Step.
La temporada 2014 fue exitosa. Empezó corriendo con el equipo amateur Lotto-Belisol U23 donde ganó pruebas profesionales. Estos resultados le valieron para que el Lotto Belisol le fichara en julio y debutase como profesional.

## Palmarés
2014
- Ronde d'Isard
- Tour de Saboya, más 1 etapa
- 1 etapa del Tour del Porvenir

2025
- 1 etapa del Tour de Omán

## Resultados en Grandes Vueltas
| Carrera | Carrera         | 2013 | 2014 | 2015 | 2016 | 2017 | 2018 | 2019 | 2020 | 2021 | 2022 | 2023 | 2024 |
| ------- | --------------- | ---- | ---- | ---- | ---- | ---- | ---- | ---- | ---- | ---- | ---- | ---- | ---- |
|         | Giro de Italia  | —    | —    | Ab.  | —    | —    | Ab.  | Ab.  | —    | 20.º | —    | Ab.  | —    |
|         | Tour de Francia | —    | —    | —    | —    | —    | —    | —    | —    | —    | —    | —    | Ab.  |
|         | Vuelta a España | —    | —    | —    | 89.º | —    | —    | —    | —    | —    | 58.º | 33.º | 59.º |

—: no participa 

Ab.: abandono 

## Equipos
- Lotto (2014[2] -2017)
  - Lotto Belisol (2014)
  - Lotto Soudal (2015-2017)
- Team Sunweb (2018-2019)
- Alpecin-Fenix[3] (2020-2021)
- Quick-Step (2022-)
  - Quick-Step Alpha Vinyl Team (2022)
  - Soudal Quick-Step (2023-)